# Indian Hills (Texas)
Indian Hills is een plaats (census-designated place) in de Amerikaanse staat Texas, en valt bestuurlijk gezien onder Hidalgo County.

## Demografie
Bij de volkstelling in 2000 werd het aantal inwoners vastgesteld op 2036.

## Geografie
Volgens het United States Census Bureau beslaat de plaats een oppervlakte van
6,5 km², waarvan 6,2 km² land en 0,3 km² water.

## Plaatsen in de nabije omgeving
De onderstaande figuur toont nabijgelegen plaatsen in een straal van 8 km rond Indian Hills.